# 승정원
승정원(承政院)은 정삼품아문으로, 조선과 대한제국(승선원으로 개칭)에서 왕명의 출납을 담당하던 행정기관으로 오늘날의 대통령비서실 기능을 수행하였다. 정원(政院)·후원(喉院)·은대(銀臺)·대언사(代言司)라고도 불리었다.

## 개설
승정원은 왕명을 출납하는 기관으로서, 도승지는 이조, 좌승지는 호조, 우승지는 예조, 좌부승지는 병조, 우부승지는 형조, 동부승지는 공조의 일을 분담하여 맡아보게 하고 각 업무에 관해 국왕의 자문 역할도 하였다. 승정원은 왕이 내리는 교서나 신하들이 왕에게 올리는 글 등 모든 문서가 거치게 되어 있어 국왕의 비서기관으로 그 역할이 중대하였으며, 때로는 다른 기관을 무시하고 권력을 행사하기도 했다.
승정원은 왕명의 출납을 관장하는 것을 임무로 한다. 하지만 단순히 그것을 위하여 국왕과 백관민서(百官民庶)와의 중간 매개 역할을 하는 데에만 그치지 않고, 승지(承旨)는 입시(入侍)·등연(登筵)하여 국정에 관한 스스로의 의견을 상달(上達)하여 정치적 영향력을 미칠 수 있고, 경우에 따라서는 승사(承史：承旨注書)가 직접 왕명을 받아 이것을 봉행(奉行)하며, 때로는 왕을 배행(陪行)하는 일도 있다. 특히 6승지는 모두 경연 참찬관(經筵參贊官)과 춘추관 수찬관(春秋館修撰官)을 겸하고 도승지(都承旨)는 그 위에 예문관 직제학(藝文館直提學)·상서원정(尙瑞院正)을 겸하는 등 국정을 위하여 요직을 차지하고 있었으며, 그밖에 승사는 일기를 기록하고 조보(朝報)를 기재·반포하는 임무도 가지고 있다. 이러한 사항은 행정적·사무적인 일도 있고 단순히 의례적·형식적인 일도 있는 것이다.

## 역사
국초에는 중추원이 이 역할을 맡았는데, 그 직책으로 정3품의 도승지, 좌 ·우 승지, 좌 ·우 부승지 각 1명을 두었다. 정종 이년(定宗二年, 1400년), 정종이 태조와 개국공신의 원탁회의에 가까웠던 중추원을 혁파하여 개국공신의 부분은 의흥삼군부에 넘기고 국왕 직속으로서 승정원(承政院)을 설치하였다.
이듬해인 태종 원년(太宗元年, 1401년), 태종이 의흥삼군부를 다시 인용(引用)해 승정원에 흡수시켜 승정원을 승추부(承樞府)로 확대개편하였다. 태종 오년(太宗五年, 1405년), 태종이 승추부를 분할하여 관리가 맡아볼 부분은 병조에 넘기고 국왕 직속이 필요한 부분은 남기어 다시 승정원이라 칭하였다. 원년에 도승지, 좌 ·우 승지, 좌 ·우 부승지를 지신사, 좌 ·우 대언, 좌 ·우 부대언으로 고쳐 시행하고 동부대언과 당후관을 새로 두었다.
1433년(세종 15) 지신사를 도승지로, 대언을 승지로 고쳐 승정원 제도를 완비하여 육조의 업무를 분담하였다

갑오개혁 이후로 승선원(承宣院)으로 개편되었고, 1895년에는 궁내부 산하에 신설된 시종원이 업무를 이어받았다.

## 청사
승정원은 왕을 가까운 거리에서 보좌해야 하였으므로 경복궁, 창덕궁과 같은 궐 안에 있었다. 이처럼 궐 안에 있던 관청을 궐내각사라고 한다. 경복궁에서는 근정전의 서쪽, 창덕궁에서는 인정전의 동남쪽, 경희궁에서는 숭정문 남쪽의 내의원 옆에 있었으며, 왕이 어느 궁궐에 거처하는지에 따라 청사 위치가 변동되었다.

## 구성
그 구성은 정3품의 당상으로 6승지(承旨)를 두어 각기 6조의 상응조직단위(counterpart unit)인 6방이 사무를 분담케 하였다. 즉, 즉 도승지(都承旨)는 이조, 좌승지(左承旨)는 호조, 우승지(右承旨)는 예조, 좌부승지(左副承旨)는 병조, 우부승지(右副承旨)는 형조, 동부승지(同副承旨)는 공조를 맡았으며 이를 이방·호방·예방·병방·형방·공방의 6방이라 하였다.
당하관은 모두 문관을 임용하였는데, 승지(承旨)는 경연참찬관, 춘추관수찬관을 겸하는 것이 상례였다. 또한 도승지는 홍문관직제학을 겸하며 지제교가 되고, 상서원정을 겸하였으며, 승지 가운데에서 내의원·상의원·사옹원의 부제조(副提調)를 겸하게 하기도 하였다. 또 우부승지(형방승지)는 전옥서의 제조를 겸하였다. 승지는 홍문록(弘文錄)에 등재되지 못한 사람은 임명될 수 없었다.
이속(吏屬)으로 서리(書吏) 25인(대전회통기준으로 경국대전에서는 28인이다.), 사령(使令) 35인, 인배(引陪) 6명, 수공(水工) 2명, 군사(軍士) 3명, 대루청군사(待漏廳軍士) 2명을 두었다.
| 품계       | 관직                                                                                                  | 정원   | 비고                   |
| ---------- | --- | ------ | ---------------------- |
| 정3품 당상 | 도승지(都承旨) 좌승지(左承旨) 우승지(右承旨) 좌부승지(左副承旨) 우부승지(右副承旨) 동부승지(同副承旨) | 각 1명 |                        |
| 정7품      | 주서(注書)                                                                                            | 2명    |                        |
| 정7품      | 사변가주서(事變假注書)                                                                                | 1명    | 속대전에서 추가된 관직 |

## 같이 보기
- 승정원일기
- 은대조례(銀臺條例) - 종로도서관 소장. 1870년(고종 7)에 간행한 전사자본(全史字本)으로, 흥선대원군의 명에 의해 승정원(承政院)의 업무 관련 규정을 모은 문헌이다.
- 대한민국 대통령비서실
- 일본 내각관방
- 시종원
- 선전관 - 선전관의 별칭이 서반승지.